# Нойкален
Нойкален (нем. Neukalen) — город в Германии, в земле Мекленбург-Передняя Померания.
Входит в состав района Деммин. Подчиняется управлению Мальхин ам Куммеровер Зее.  Население составляет 2022 человека (на 31 декабря 2010 года). Занимает площадь 46,84 км². Официальный код  —  13 0 52 055.
Город подразделяется на 8 городских районов.